# Territoire sous tutelle des îles du Pacifique
1947–1994
Entités précédentes :
- Mandat des îles du Pacifique (Japon)

Entités suivantes :
- Îles Mariannes du Nord ( États-Unis)
- Îles Marshall
- États fédérés de Micronésie
- Palaos

Le territoire sous tutelle des îles du Pacifique (en anglais, Trust Territory of the Pacific islands, souvent abrégé en TTPI ou TT, prononcé titi) correspondait au mandat confié par les Nations unies aux États-Unis sur un ensemble d'îles du Pacifique, comprenant les actuels États fédérés de Micronésie, Palaos, Îles Marshall et Îles Mariannes du Nord.
Ce territoire sous tutelle des Nations unies est créé en 1947 et dissous en 1990, l'indépendance des Palaos étant effective quatre ans après la fin du mandat des Nations Unies.

## Histoire

### Avant la fin  de la Seconde Guerre mondiale
Ces îles étaient autrefois habitées par des populations austronésiennes originaires de Chine continentale. Les hommes de l'équipage de Fernand de Magellan furent les premiers Européens à venir sur les îles Mariannes en 1521. Celui-ci les nomma d'abord « Las islas de los Ladrones » (les îles des Voleurs), en raison des habitudes de ses habitants qui n'avaient sans doute pas de notion de propriété privée dans leur culture. En 1688, leur nom devint « las Marianas » en l'honneur de Marie-Anne d'Autriche.
Ces îles ont ensuite été intégrées dans l'Empire colonial allemand avant la Première Guerre mondiale, puis occupées par l'empire du Japon, le 8 octobre 1914, avec un mandat ultérieur de la Société des Nations (mandat des îles du Pacifique). Elles avaient été occupées par les Américains en 1944 à la fin de la Seconde Guerre mondiale.

### Création du Territoire

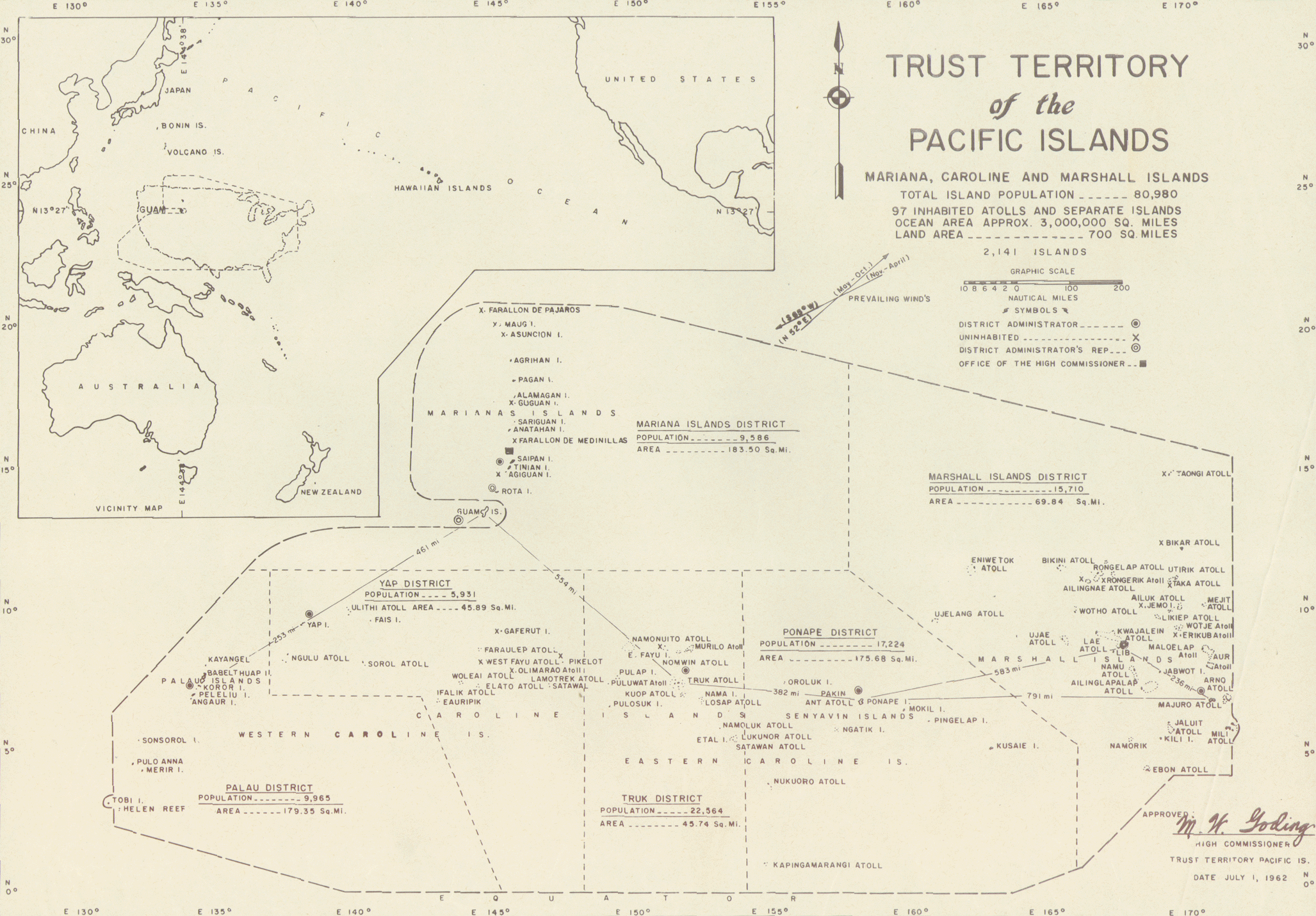
Carte de février 1962 du territoire sous tutelle des îles du Pacifique.

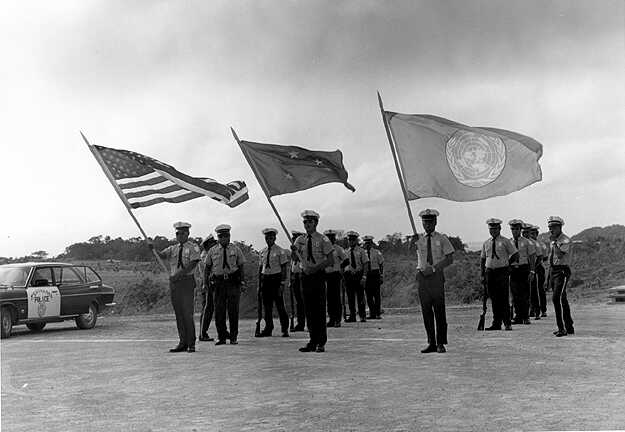
La police du district de Palaos accueille la mission de visite de l'ONU dans le territoire sous tutelle des îles du Pacifique en 1973.

Le président Harry S. Truman accepte fin 1946 l'accord de tutelle proposé par les Nations unies. Il contente ainsi l’United States Navy et le département de la Guerre des États-Unis qui souhaitent une présence américaine permanente dans l'océan Pacifique afin d'éviter l'utilisation des îles par des forces à nouveau hostiles. Le département d'État des États-Unis, en revanche, s'y opposait, jugeant incompatible cette solution avec la position américaine dans la création de l'ONU sur la base des principes d'autodétermination et de sécurité collective, et avec une déclaration du président en 1945 à la conférence de Potsdam où il affirme ne pas vouloir un seul territoire à la fin de la guerre.
Le 18 juillet 1947, les États-Unis reçoivent mandat du Territoire sous tutelle des îles du Pacifique. Il comprend les Îles Marshall, les îles Mariannes et les Îles Carolines tenues auparavant par les Japonais dans le cadre du mandat des îles du Pacifique. L'ONU désigne cette curatelle comme stratégique, ce qui permet aux États-Unis d'aménager des installations militaires. En retour, ils doivent promouvoir le développement politique, économique, social et éducatif des populations locales. Ils doivent également favoriser le développement d'institutions politiques devant aboutir à l'autonomie gouvernementale voire à l'indépendance. Les États-Unis ne sont redevables de leur action qu'auprès du Conseil de sécurité où ils possèdent un droit de veto.

### L'indépendance
Le 12 juillet 1978, après une Convention constitutionnelle, les populations de quatre des anciens districts (Truk, devenue Chuuk ; Yap ; Ponape, devenue Pohnpei, dont Kusaie, devenue Kosrae) votèrent lors d'un référendum pour devenir une fédération indépendante. Les autres districts (Palaos, Îles Mariannes du Nord et Îles Marshall) ne les rejoignirent pas. Le 10 mai 1979, une nouvelle constitution entrait en vigueur et Tosiwo Nakayama, l'ancien speaker du Congrès du territoire, devint le premier président des États fédérés de Micronésie. Les États-Unis prononcèrent la dissolution du TT le 3 novembre 1986, en vue de l'accession à la libre association ou à l'indépendance des territoires qui le composaient. Le Conseil de sécurité des Nations unies ne ratifia la fin de la tutelle que le 22 décembre 1990. Cependant, les Palaos ne deviendront indépendants qu'en 1994 en raison de problèmes politiques sur la promulgation de la constitution et la ratification du traité de libre association. L'indépendance des Palaos acte la fin définitive du territoire.
C'est sur ce territoire qu'eurent lieu les explosions nucléaires de Bikini et d'Eniwetok. Ces deux atolls appartiennent aux Îles Marshall depuis leur indépendance.

## Administration
Le territoire avait un drapeau (du 19 août 1965 au 30 novembre 1978) bleu azur (comme l'ONU) avec six étoiles blanches, représentant les six districts du territoire. Son hymne était Patriots of Micronesia, devenu depuis l'hymne des États fédérés de Micronésie. Il était administré par un haut-commissaire américain (la dernière fut Janet J. McCoy, jusqu'au 3 novembre 1986). Ensuite, pendant la période de transition, un Office of Transition fut dirigé par Charles Jordan (en) jusqu'au 30 septembre 1991.